# William Poromaa
William Poromaa (* 23. Dezember 2000 in Malmberget) ist ein schwedischer Skilangläufer.

## Werdegang
Poromaa, der für den Åsarna IK startet, nahm bis 2020 vorwiegend an Juniorenrennen teil. Dabei belegte er bei den Nordischen Junioren-Skiweltmeisterschaften 2019 in Lahti den 21. Platz im Sprint, den zehnten Rang über 10 km Freistil und den neunten Platz im 30-km-Massenstartrennen. Zudem wurde er dort Sechster mit der Staffel. Sein Debüt im Weltcup hatte er im März 2019 in Falun, das er auf dem 55. Platz über 15 km Freistil beendete. Seine besten Platzierungen bei den Nordischen Junioren-Skiweltmeisterschaften im folgenden Jahr in Oberwiesenthal waren der 12. Platz mit der Staffel und der neunte Rang im 30-km-Massenstartrennen. Nach den Plätzen zwei und eins bei FIS-Rennen in Bruksvallarna zu Beginn der Saison 2020/21, nahm er am Ruka Triple teil. Dabei kam er auf den 34. Platz im Sprint und holte tags darauf mit dem 15. Platz über 15 km klassisch seine ersten Weltcuppunkte. Bei der Abschlussetappe errang er den 27. Platz und beendete das Ruka Triple auf dem 17. Platz. Es folgten weitere Platzierungen in den Punkteränge, darunter Platz 23 bei der Tour de Ski 2021 und erreichte damit abschließend den 35. Platz im Gesamtweltcup. Im Februar 2021 wurde er bei den U23-Weltmeisterschaften in Vuokatti Vierter über 15 km Freistil und belegte bei den Nordischen Skiweltmeisterschaften in Oberstdorf den 12. Platz im 50-km-Massenstartrennen, jeweils den neunten Rang im Skiathlon und 15 km Freistil und den vierten Platz mit der Staffel.
In der Saison 2021/22 siegte Poromaa beim Scandinavian-Cup in Falun zweimal und errang in Lahti mit dem dritten Platz über 15 km Freistil seine erste Podestplatzierung im Weltcup. Beim Saisonhöhepunkt, den Olympischen Winterspielen 2022 in Peking, nahm er an fünf Rennen teil. Seine besten Platzierungen dabei waren der sechste Platz im Skiathlon und jeweils der vierte Rang im Teamsprint und mit der Staffel. Zum Saisonende wurde er schwedischer Meister im 30-km-Massenstartrennen und errang den 35. Platz im Gesamtweltcup.

## Erfolge

### Siege bei Weltcuprennen

#### Weltcupsiege im Einzel
| Nr. | Datum           | Ort         | Disziplin                   |
| --- | --------------- | ----------- | --------------------------- |
| 1.  | 19. Januar 2025 | Les Rousses | 20 km klassisch Massenstart |

#### Weltcupsiege im Team
| Nr. | Datum           | Ort  | Disziplin                |
| --- | --------------- | ---- | ------------------------ |
| 1.  | 26. Januar 2024 | Goms | 4 × 5 km Mixed-Staffel 1 |

### Siege bei Continental-Cup-Rennen
| Nr. | Datum          | Ort   | Disziplin       | Serie            |
| --- | -------------- | ----- | --------------- | ---------------- |
| 1.  | 8. Januar 2022 | Falun | 15 km klassisch | Scandinavian Cup |
| 2.  | 9. Januar 2022 | Falun | 15 km Freistil  | Scandinavian Cup |

### Teilnahmen an Weltmeisterschaften und Olympischen Winterspielen

#### Olympische Spiele
- 2022 Peking: 4. Platz Teamsprint klassisch, 4. Platz Staffel, 6. Platz 30 km Skiathlon, 9. Platz 50 km Freistil Massenstart, 10. Platz 15 km klassisch

#### Nordische Skiweltmeisterschaften
- 2021 Oberstdorf: 4. Platz Staffel, 9. Platz 30 km Skiathlon, 9. Platz 15 km Freistil, 12. Platz 50 km klassisch Massenstart
- 2023 Planica: 3. Platz 50 km klassisch Massenstart, 5. Platz 30 km Skiathlon, 5. Platz 15 km Freistil, 6. Platz Staffel
- 2025 Trondheim: 2. Platz 50 km Freistil Massenstart, 3. Platz Staffel, 6. Platz 10 km klassisch, 8. Platz 30 km Skiathlon

## Platzierungen im Weltcup

### Weltcup-Statistik
Die Tabelle zeigt die erreichten Platzierungen im Einzelnen.
- 1.–3. Platz: Anzahl der Podiumsplatzierungen
- Top 10: Anzahl der Platzierungen unter den ersten zehn
- Punkteränge: Anzahl der Platzierungen innerhalb der Punkteränge
- Starts: Anzahl gelaufener Rennen in der jeweiligen Disziplin
- Hinweis: Bei den Distanzrennen erfolgt die Einordnung gemäß FIS.

| Platzierung               | Distanzrennen a | Distanzrennen a | Distanzrennen a | Distanzrennen a | Distanzrennen a | Skiathlon Verfolgung | Sprint | Etappen- rennen b | Gesamt | Team   | Team    |
| Platzierung               | ≤ 5 km          | ≤ 10 km         | ≤ 15 km         | ≤ 30 km         | > 30 km         | Skiathlon Verfolgung | Sprint | Etappen- rennen b | Gesamt | Sprint | Staffel |
| ------------------------- | --------------- | --------------- | --------------- | --------------- | --------------- | -------------------- | ------ | ----------------- | ------ | ------ | ------- |
| 1. Platz                  |                 |                 |                 | 1               |                 |                      |        |                   | 1      |        | 1       |
| 2. Platz                  |                 |                 | 1               | 1               |                 |                      |        |                   | 2      |        |         |
| 3. Platz                  |                 | 1               | 1               | 2               |                 |                      |        |                   | 4      |        | 1       |
| Top 10                    |                 | 8               | 4               | 7               | 3               | 5                    |        |                   | 27     |        | 5       |
| Punkteränge               |                 | 18              | 13              | 10              | 3               | 12                   | 6      | 5                 | 67     | 1      | 5       |
| Starts                    |                 | 19              | 17              | 12              | 3               | 14                   | 15     | 5                 | 85     | 1      | 5       |
| Stand: Saisonende 2024/25 |                 |                 |                 |                 |                 |                      |        |                   |        |        |         |

### Weltcup-Gesamtplatzierungen
| Saison  | Gesamt | Gesamt | Distanz | Distanz | Sprint | Sprint |
| Saison  | Punkte | Platz  | Punkte  | Platz   | Punkte | Platz  |
| ------- | ------ | ------ | ------- | ------- | ------ | ------ |
| 2020/21 | 184    | 35.    | 119     | 27.     | 5      | 83.    |
| 2021/22 | 162    | 35.    | 162     | 20.     | -      | -      |
| 2022/23 | 915    | 13.    | 794     | 7.      | 19     | 95.    |
| 2023/24 | 978    | 14.    | 798     | 13.     | 18     | 95.    |
| 2024/25 | 958    | 15.    | 784     | 10.     | 6      | 116.   |